# Брайан Піппард
Сер Альфред Брайан Піппард (нар. 7 вересня 1920, Лондон — пом. 21 вересня 2008, Кембридж) — британський фізик, член Лондонського Королівського Товариства, Кавендіський професор фізики в Кембриджському університеті (1971—1982), перший президент і почесний член Клер Хол(Clare Hall)(Кембридж).

## Біографія
Брайан Піппард навчався у Кліфтон-Коледжі й Клер-Коледжі в Кембриджі, де він одержав ступінь магістра мистецтв і доктора філософії (науковий керівник Девід Шенберг). Під час Другої світової війни був науковим співробітником, займався радіолокаційними дослідженнями. Обіймав посади асистента (1946), викладача (1950), лектора (1959)  фізики в Кембриджському університеті, був першим Джон Хамфри Пламмер професором (John Humphrey Plummer professor) фізики. В 1971 обраний Кавендіським професором фізики.
Піппард продемонстрував реальність, на противагу простої абстрактної моделі, поверхні Фермі в металах, установивши форму поверхні Фермі міді шляхом виміру відбиття й поглинання мікрохвильового електромагнітного випромінювання (Аномальний скін-ефект). Увів поняття довжини когерентності в надпровідниках у запропонованому ним нелокальному узагальненні рівнянь Лондонів, що описують електродинаміку надплинних рідин і надпровідників (Рівняння Піппарда). Нелокальне ядро, запропоноване Піппардом, (що отримано на основі нелокального узагальнення Чемберса закону Ома) може бути отримане в рамках теорії надпровідності БКШ (Бардіна, Купера й Шриффера) (вичерпний опис деталей теорії Лондона — Піппарда можна знайти у книзі Феттера й Валецки). Наукову діяльність А. Б. Піппард поєднував з педагогічною та адміністративною.
Піппард — автор монографій «Елементи класичної термодинаміки для підготовлених студентів фізиків», «Динаміка електронів провідності» та «Фізика коливань». Він також є співавтором тритомної енциклопедії « Фізика ХХ століття». Як Кавендіський професор фізики в Кавендіськой лабораторії Кембриджського університету, він склав «Кавендіські завдання з класичної фізики», що значною мірою базуються на екзаменаційних питаннях для студентів-фізиків Кембриджу.
Піппард був науковим керівником Браяна Девіда Джозефсона (одержав докторський ступінь з фізики у 1964), який у 1973 одержав Нобелівську премію з фізики (разом з Лео Есакі й Айваром Джайєвером) за відкриття так званого ефекту Джозефсона.

## Некрологи
- Anthony Tucker, Sir Brian Pippard, The Guardian, Wednesday, 25 September 2008,  [Архівовано 28 грудня 2021 у Wayback Machine.].
- John Waldram, Professor Sir Brian Pippard (1920—2008), News and Events, University Offices, University of Cambridge, 24 September 2008, .
- Professor Sir Brian Pippard (1920—2008), Cambridge Network, 25 September 2008, (Reproduced from University of Cambridge Office of Communications).
- John Waldram, Brian Pippard (1920—2008): Low-temperature physicist who excelled in subtle intuitive concepts, Nature 455, 1191 (30 October 2008),  [Архівовано 25 травня 2011 у Wayback Machine.].
- Professor Sir Brian Pippard, Telegraph, 23 September 2008,  [Архівовано 28 грудня 2021 у Wayback Machine.].
- Professor Sir Brian Pippard: Cambridge physicist, The Times, 25 September 2008.
- Richard Eden, Professor Sir Brian Pippard: Physicist who proved the existence of the Fermi surface and was the first President of Clare Hall, Cambridge, The Independent, Tuesday, 7 October 2008.
- Hamish Johnston, Sir Brian Pippard: 1920—2008, PhysicsWorld, 24 September 2008.